# Вулиця Ярослава Баіса
Вулиця Ярослава Баіса (до 2024 — Висоцького) — одна із вулиць Одеси, розташована в Пересипському районі. Названа на честь українського військовослужбовця Ярослава Баіса. Бере початок від вулиці Семена Палія та закінчується вулицею Академіка Сахарова.

## Назва

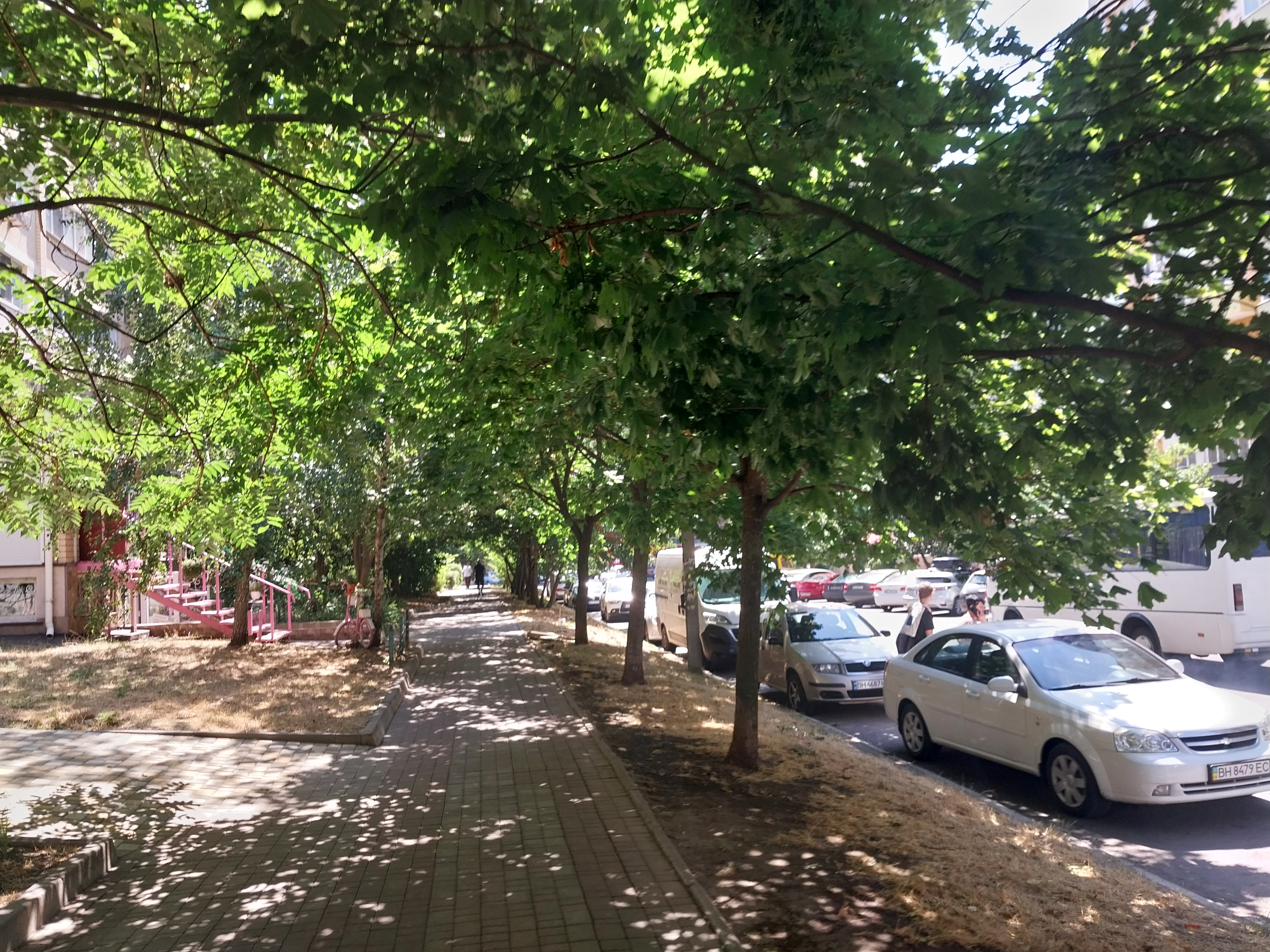
Хідники на вулиці

Вулиця Ярослава Баіса до 2024 року мала іншу назву — вулиця Висоцького, названа на честь радянського актора, співака та поета Володимира Висоцького. Відповідно до Закону України «Про засудження та заборону пропаганди російської імперської політики в Україні і деколонізацію топонімії», було ухвалене рішення про перейменування цієї вулиці на честь українського військовослужбовця Ярослава «Августа» Баіса, який боронив Азовсталь і загинув в наслідок теракту в Оленівці.

## Навчальні заклади
- Одеський ліцей № 73 Одеської міської ради — Ярослава Баіса, 16

## Транспорт

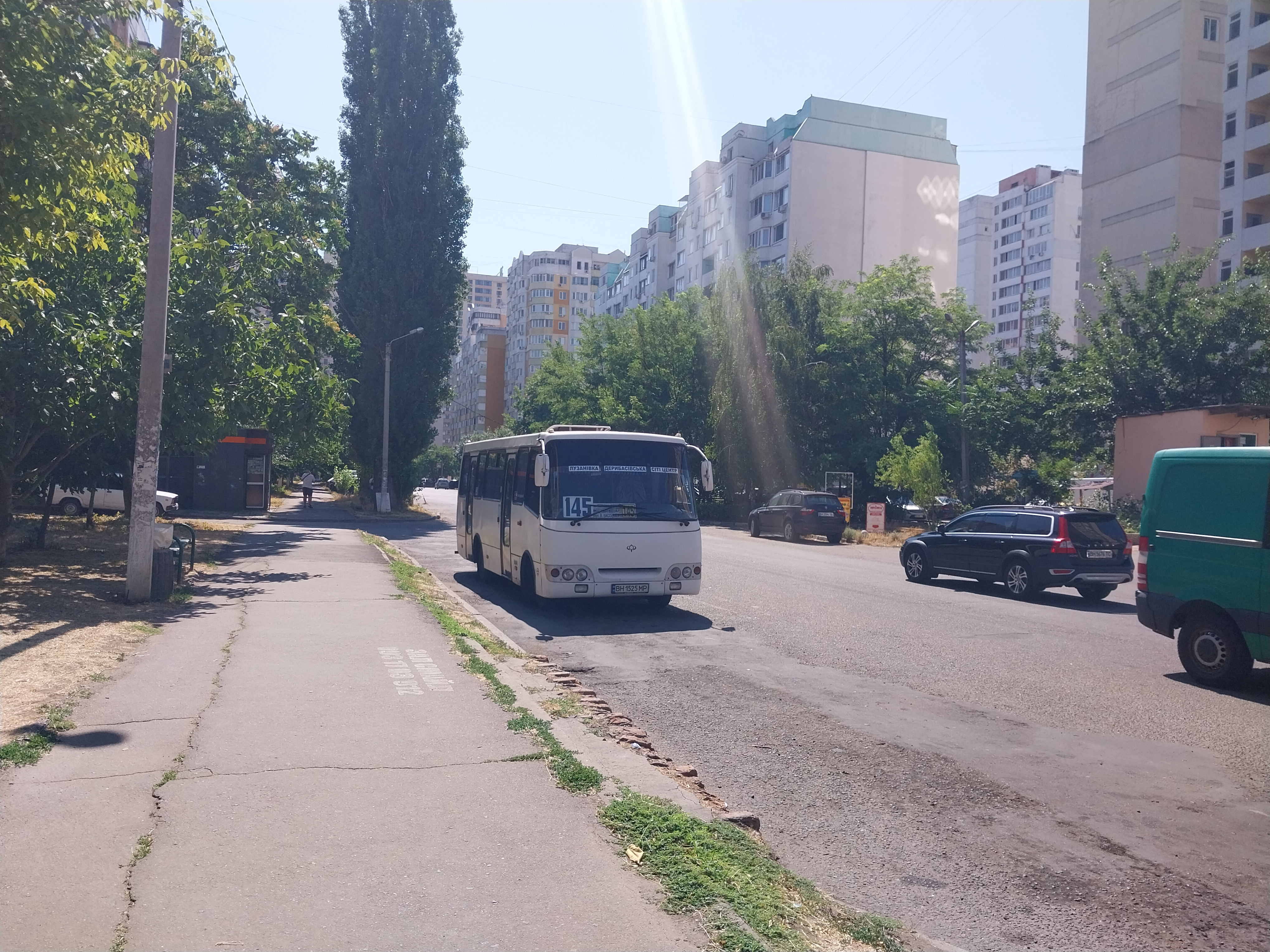
Кінцева зупинка маршрутки № 145

На вулиці Ярослава Баіса зупиняється:
- Маршрутні таксі: 145